# Сейсмічність Панами
Територія Панами — характеризується високою сейсмічністю.

## Загальна характеристика
Країна розташована на Панамському перешийку, що поєднує Північну та Південну Америки. Рельєф крутий, нерівний, гори і рівнини. Домінантою панамського рельєфу є центральний хребет гір і пагорбів. У широтному напрямі майже через всю країну тягнеться центральний гірський ланцюг, облямований з обох боків прибережними низовинами. Частина території Панами є вулканічним нагір'ям. Найвища точка країни — вулкан Бару, висота якого — 3475 м. Сила землетрусів на території Панами та в прилеглих районах Карибського моря і Тихого океану — 5-7 бальна.

## Землетруси XXІ століття

### 2010
10 листопада, у Тихому океані поблизу узбережжя Панами стався помірний (за шкалою інтенсивності МSK-64) землетрус магнітудою 5,1 балів (за шкалою Ріхтера). За даними Геологічної служби США (USGS), епіцентр землетрусу знаходився за 270 км від міста Давид, гіпоцентр землетрусу залягав на глибині 9,9 км.

### 2011
30 квітня, о 03:19 (за місцевим часом), в районі південно-західного узбережжя Панами стався сильно помірний (за шкалою інтенсивності МSK-64) землетрус магнітудою 6,1 балів (за шкалою Ріхтера). За даними Геологічної служби США (USGS), епіцентр землетрусу знаходився за 178 км на південь від міста Давид, гіпоцентр землетрусу залягав на глибині 10 км.

### 2015
7 січня біля західного узбережжя Панами стався сильно помірний (за шкалою інтенсивності МSK-64) землетрус магнітудою 6,8 балів (за шкалою Ріхтера). За даними Геологічної служби США (USGS), епіцентр землетрусу знаходився у Тихому океані за 261 км на південь від міста Давид. Попередження про цунамі — не оголошувалося.

### 2018
27 січня, о 21:45:11 UTC, поблизу південного узбережжя Панами сейсмологи зафіксували помірний (за шкалою інтенсивності МSK-64) землетрус магнітудою 5,7 балів (за шкалою Ріхтера). За даними Геологічної служби США (USGS) епіцентр землетрусу знаходився за 51 км від міста Педас на тихоокеанському узбережжі, гіпоцентр землетрусу залягав на глибині 60 км.

### 2019
12 травня, за даними Геологічної служби США (USGS), в районі кордону Панами і Коста-Рики стався сильно помірний (за шкалою інтенсивності МSK-64) землетрус магнітудою 6,1 балів (за шкалою Ріхтера). Гіпоцентр землетрусу залягав на глибині 19 км. За даними Національної системи цивільного захисту Панами, відразу після цього стався землетрус магнітудою 6,5 балів з епіцентром за 12 км від міста Пуерто-Армуельєс. Крім того, підземні поштовхи магнітудою 5,4 балів (за шкалою Ріхтера) були зафіксовані в провінції Колон. За даними панамських служб, надішли повідомлення про п'ятьох постраждалих.

### 2020
16 липня, о 00:39:40 (за київським часом), у Тихому океані поблизу узбережжя Панами стався помірний (за шкалою інтенсивності МSK-64) землетрус магнітудою 5,4 балів (за шкалою Ріхтера).

### 2021
18 липня, у Тихому океані поблизу узбережжя Панами стався сильно помірний (за шкалою інтенсивності МSK-64) землетрус магнітудою 6,1 балів (за шкалою Ріхтера). Згідно повідомлення ресурсу Volcano Discovery, епіцентр землетрусу знаходився поблизу Канегуа в провінції Чирикі, гіпоцентр землетрусу залягав на глибині 3,3 км.
22 липня, о 00:15 (за київським часом), у Тихому океані поблизу узбережжя Панами стався сильно помірний (за шкалою інтенсивності МSK-64) землетрус магнітудою 6,7 балів (за шкалою Ріхтера). За даними Геологічної служби США (USGS), епіцентр землетрусу знаходився за 68 км від міста Пунта де Буріка, гіпоцентр землетрусу залягав на глибині 10 км.

### 2022
20 жовтня поблизу південного узбережжя Панами стався сильно помірний (за шкалою інтенсивності МSK-64) землетрус силою 6,7 балів (за шкалою Ріхтера). За даними Геологічної служби США (USGS), землетрус стався за 62 км на південь від невеликого прибережного містечка Бока Чика, гіпоцентр землетрусу залягав на глибині 10 км.

### 2023
5 квітня у Панамі стався сильно помірний (за шкалою інтенсивності МSK-64) землетрус силою 6,6 балів (за шкалою Ріхтера). За даними Геологічної служби США (USGS), епіцентр підземних поштовхів знаходився поблизу прибережного населеного пункту Бока Чика, гіпоцентр землетрусу залягав на глибині 10 км.

### 2024
22 липня, о 22:19:35 (за київським часом), Головним центром спеціального контролю ДКАУ  зареєстровано землетрус силою 5,4 балів (за шкалою Ріхтера), епіцентр якого перебував в Тихому океані за 14 км від прикордонного району Панама/Коста-Рика. Гіпоцентр землетрусу залягав на глибині 10 км. За класифікацією землетрусів згідно шкали інтенсивності МSK-64, землетрус відносився до помірних. Того ж дня, о  23:17:54 (за київським часом), Головним центром спеціального контролю ДКАУ було зафіксовано другий землетрус силою 5,4 балів з епіцентром в Тихому океані, але за 20 км від прикордонного району Панама/Коста-Рика.

### 2025
21 березня, о 16:50:52 (за київським часом), Головним центром спеціального контролю ДКАУ зареєстровано помірний (за шкалою  інтенсивності МSK-64) землетрус силою 5,7 балів (за шкалою Ріхтера). Епіцентр землетрусу знаходився в Тихому океані, за 108 км від південного узбережжя Панами, гіпоцентр землетрусу залягав на глибині 13 км.